# Merecumbé
El merecumbé es un estilo musical colombiano creado por Francisco "Pacho" Galán que combina la cumbia y el Merengue. El término es una contracción de las palabras merengue y cumbia. El patrón rítmico fue creado por el percusionista Pompilio Rodríguez.

## Orígenes
En la década de 1950, después de invenciones cubanas como el mambo, el batanga y el chachachá, apareció el merecumbé acogiendo la cumbia colombiana y el merengue colombiano. Si bien la forma original del merengue es la de República Dominicana, en Colombia ya existía una tradición merenguera. Los merengones o fiestas de merengue eran especies de parrandas en Colombia, a las que asistían los mejores merengueros de la Región Caribe y se realizaban en las vegas del Magdalena, las sabanas de Bolívar y otras localidades. En los merengones, los merengueros improvisaban cantos enfrentando a sus rivales con jerga de bebedores, sátiras y versos picarescos, acompañados por una danza circular donde las mujeres llevaban velas encendidas.
El mismo inventor del merecumbé, Pacho Galán, aclara la confusión, cuando expresa las raíces de este género: "El merecumbé es una síntesis, una mezcla de la cumbia autóctona con el merengue del departamento del Magdalena, y no del merengue dominicano. Claro si está que las melodías del merecumbé están basadas en manifestaciones folclóricas musicales de la Región Caribe. Cosita Linda, el primer merecumbé que lancé al mercado fonográfico, es original, no tiene antecedentes melódicos conocidos, sin duda lleva el mensaje del pueblo".

## Características
El merengue dominicano se escribe en compás de dos por dos, el merengue colombiano en compás de seis por ocho, predominando el elemento terciario sobre el elemento binario propio del antillano, que es más lento. La mezcla de merengue dominicano con cumbia no produce merecumbé. Su creador, el músico soledeño Francisco "Pacho" Galán, hizo una mixtura de merengue colombiano con cumbia a mediados de los años 1950.

## Popularidad
Para 1957, el merecumbé se había propagado a Venezuela y el Caribe. Muchos de los merecumbés eran instrumentales, pero en Venezuela se les ponía letra e inclusive se les cambiaba el título. Tal es el caso de “ El Monito” que se rebautizó como “El Merecumbé”. Juan Rodríguez le adaptó unos versos, constituyendo un gran éxito en la voz de Víctor Piñero como guarachero de planta de la Orquesta de Pedro J. Belisario. Poco después, Piñero al grabar con el fondo de la orquesta de Pacho Galán interpreta en tan buena forma al ritmo, que se gana el apodo de “El rey del Merecumbé”. En “Muñequita linda” de Juan Sedes, se demuestra claramente lo justo de ese apodo.

## Ejemplos
Cosita Linda, de Pacho Galán, la versión cantada por Emilia Valencia.